# Víctor Luna Vázquez
Víctor Luna Vázquez, auch bekannt unter dem Spitznamen Rorro, ist ein ehemaliger mexikanischer Fußballspieler auf der Position eines Verteidigers.

## Leben
Luna Vázquez begann seine aktive Laufbahn beim Club Deportivo Guadalajara, bei dem er in der Saison 1951/52 in einem Punktspiel der höchsten mexikanischen Spielklasse gegen den Puebla FC zum Einsatz kam. 
Anschließend wechselte er zum Club Deportivo Toluca, der seinerzeit noch in der zweitklassigen Segunda División spielte. Nach dessen Aufstieg in die höchste Spielklasse 1954 verlor er seinen Stammplatz und wechselte daher zum Stadtrivalen Independiente Toluca, der in den Spielzeiten 1954/55 und 1955/56 in der zweiten mexikanischen Liga vertreten war.
Seine letzten aktiven Jahre verbrachte „Rorro“ Luna beim in jenen Jahren ebenfalls in der zweiten Liga spielenden Club Deportivo Tepic, für den er von 1959 bis 1962 im Einsatz war.